# Šunsuke Nakamura
Šunsuke Nakamura (japonsko 中村 俊輔), japonski nogometaš, * 24. junij 1978, Jokohama, Japonska. 
Je eden od najuspešnejših azijskih igralcev, ki so kdaj igrali v Evropi in je tudi prvi Japonec, ki je dal gol na tekmi Ligi prvakov.
Z japonska nogometno reprezentanco je leta 2000 in 2004 osvojil Azijski pokal, takrat je bil proglašen tudi za najboljšega igralca turnirja. Profesionalno kariero je začel v Jokohama F. Marinos, leta 2002 pa je od tam prestopil k Reggini. Za Celtic pa je podpisal 25. julija 2005, kjer je že prvo sezono v klubu postal prvak. 
Nakamura je igral na poziciji desnega vezista, znan je bil tudi po odličnemu izvajanju prostih strelov, kjer je pogosto dosegel zadetek.

## Nagrade

### Osebne
- 1999
  - J. League, Najboljša ekipa prvenstva
- 2000
  - J. League, Najboljša ekipa prvenstva
  - J. League, Najboljši igralec prvenstva
  - Azijski pokal, Najboljša ekipa prvenstva
- 2003
  - Konfederacijski pokal FIFA, Bronasta kopačka
- 2004
  - Azijski pokal, Najboljša ekipa prvenstva
  - Azijski pokal, Najboljši igralec prvenstva
- 2007
  - SPFA, Igralec leta po izboru igralcev
  - SFWA, Igralec leta
  - Škotska Premier liga, Najboljši gol sezone
  - Škotska Premier liga, Najboljša ekipa prvenstva
  - Škotska Premier liga, Najboljši igralec meseca februarja
  - Celtic FC, Igralec leta
  - Celtic FC, Igralec leta po izboru navijačev

### Klubski
- J. League: 2000
- Pokal J. League: 2001
- Azijski pokal: 2000, 2004
- Škotska Premier liga: 2006, 2007, 2008
- Škotski ligaški pokal: 2006
- Škotski pokal: 2007